# Salpis unda
Salpis unda là một loài bướm đêm trong họ Geometridae.